# Cloruro de vanadio(III)
El cloruro de vanadio(III) es un compuesto inorgánico de fórmula VCl3 y sus hidratos. Forma un anhidro púrpura y un hexahidrato verde [VCl2(H2O)4]Cl·2H2O. Estas sales higroscópicas son precursoras comunes de otros complejos de vanadio(III) y se utilizan como agentes reductores suaves. 

## Estructura y configuración electrónica
El VCl3 tiene la estructura del BiI3 en capas. Presenta un armazón de cloruro empaquetado hexagonalmente con los iones vanadio ocupando los huecos octaédricos. El VBr3 y el VI3 adoptan la misma estructura. Sin embargo, el VF3 presenta una estructura más relacionada con el ReO3.
El catión V3+ tiene una configuración electrónica d 2 con dos electrones no apareados, por lo que el compuesto es paramagnético.
El VCl3 es un aislante de Mott y experimenta una transición antiferromagnética a bajas temperaturas. 
El hexahidrato sólido [VCl2(H2O)4]Cl-2H O tiene una estructura cristalina monoclínica y consta de centros trans-[VCl2(H2O)4]+ octaédricos ligeramente distorsionados, así como cloruro y dos moléculas de agua de cristalización. La fase hexahidratada pierde dos veces el agua de cristalización para formar el tetrahidrato si se calienta a 90 °C en una corriente de gas cloruro de hidrógeno. 

## Usos
Las soluciones de cloruro de vanadio(III) en ácido sulfúrico y ácido clorhídrico se utilizan como electrolitos en baterías de vanadio redox, así como en síntesis orgánica como ácido de Lewis suave. Un ejemplo de ello es su uso como catalizador en la escisión del grupo acetónido.Otro ejemplo de su uso como agente reductor se encuentra en la determinación de la concentración de nitrato y nitrito en el agua, donde el VCl3 reduce el nitrato a nitrito. Este método es una alternativa más segura al método de la columna de cadmio. 

## Preparación
El VCl3 se prepara calentando el VCl4 a 160–170 °C bajo una corriente de gas inerte que barre el Cl2. El líquido rojo brillante se convierte en un sólido púrpura. 
Los óxidos de vanadio también se pueden utilizar para producir cloruro de vanadio (III). Por ejemplo, el óxido de vanadio(III) reacciona con cloruro de tionilo a 200 °C: 
V2O3 + 3 SOCl2 → 2 VCl3 + 3 SO2
La reacción del óxido de vanadio(V) y el dicloruro de disulfuro también produce cloruro de vanadio(III) con liberación de dióxido de azufre y azufre. 
El hexahidrato puede prepararse por evaporación de soluciones acuosas ácidas del tricloruro. 

## Reacciones
Al calentar VCl3 se descompone con volatilización del VCl4, dejando VCl2 por encima de 350 °C.
Al calentar bajo H2 a 675 °C (pero menos de 700 °C), el VCl3 se reduce a VCl2 verdoso.
2 VCl3 + H2 → 2 VCl2 + 2 HCl
La comproporcionación de tricloruro de vanadio y óxidos de vanadio(V) da oxidicloruro de vanadio: 
V2O5  +  VOCl3  +  3 VCl3  →  6 VOCl2
Al calentar el hexahidrato, no se obtiene la forma anhidra, sino que sufre una hidrólisis parcial y se forma oxicloruro de vanadio a 160 °C. En atmósfera inerte, forma un trihidrato a 130 °C y, a temperaturas más elevadas, se obtiene oxicloruro de vanadio.
El tricloruro de vanadio cataliza la reacción de acoplamiento del pinacol de benzaldehído (PhCHO) a 1,2-difenil-1,2-etanodiol mediante varios metales reductores como el zinc: 
Zn + 2 H2O + 2 PhCHO → (PhCH(OH))2 + Zn(OH)2